# Merja Raski (album)
Merja Raski è l'album di debutto eponimo della cantante finlandese Merja Raski, pubblicato nel 1993 su etichetta discografica Selecta Records.

## Tracce
1. Aamuyö (Magic Love) – 3:50
2. Rakkaus saapuu varoittamatta – 3:09
3. Kristallipallo – 2:47
4. Jos sulle olla saisin satumaa – 3:27
5. Unelmilla siivet on – 3:15
6. Muistathan – 3:36
7. Elämälle (A la vida) – 3:10
8. Kastanjapuu – 3:44
9. Onnen maa – 2:40
10. Rakkautemme synty – 3:45
11. Rakkauden muuttolintu – 2:50
12. Tule kesä takaisin – 3:29